# Kastell Wörth
Das Kastell Wörth war ein römisches Numeruskastell des Prinzipats und befindet sich am nordwestlichen Rand des heutigen Ortes Wörth am Main, einer Stadt des Landkreises Miltenberg in Unterfranken. Das Kastell gehörte wohl zur Mainlinie des Obergermanischen Limes, möglicherweise aber auch zur älteren Odenwaldlinie des Neckar-Odenwald-Limes, was aber bislang nicht mit Sicherheit archäologisch nachgewiesen werden konnte.

## Zuordnungsproblematik

Die Lage des Kastells am nördlichen Scheitelpunkt des Odenwaldlimes.

Da der Anfangspunkt des Odenwaldlimes bis heute nicht endgültig bestimmt werden konnte, zur Diskussion steht alternativ auch der Bereich des um 100/110 n. Chr. errichteten Kastells Obernburg (ORL 35), wird diese Frage endgültig erst durch weitere Ausgrabungen geklärt werden können. Vieles spricht für Wörth (ORL 36), es fehlt allerdings an signifikant datierbarem Fundmaterial. Sicher ist, dass in dem Bereich der nahe aufeinander folgenden Kastelle Obernburg und Wörth der Verlauf des Odenwaldlimes – dessen nächstes nachgewiesenes Militärlager das Kastell Seckmauern (ORL 46b) ist – seinen Anfang genommen hat. In der neueren Forschung wird die Vermutung geäußert, dass der „Pfitschengraben“, ein schluchtartig eingetieftes Waldtal, das die direkte Verbindung vom Main zum Kastell Seckmauern herstellt, den Beginn dieser Limeslinie darstellen könnte. Dies würde auch das Fehlen jeglicher Spuren von Wachtürmen zwischen den Kastellen Seckmauern und Wörth erklären (siehe unten). Das etwas weiter mainaufwärts gelegene Kastell Trennfurt (ORL 37) scheidet schon deshalb aus allen Überlegungen aus, weil es jüngeren Datums ist. Die Garnison von Wörth scheint erst nach dem Kastell Obernburg, und nach dem Holz-Erde-Lager Seckmauern errichtet worden zu sein, da im Fundgut bisher keine spätsüdgallische Terra Sigillata auftaucht. Diese Ware ist jedoch in den anderen Kastellen des Odenwaldlimes gefunden worden. Daher wurde überlegt, ob das niemals in Stein ausgebaut und von der später errichteten Palisade überlagerte Kastell Seckmauern nach kurzer Zeit aufgegeben wurde und ein Ersatz mit der Anlage in Wörth entstand.

## Forschungs- und Baugeschichte

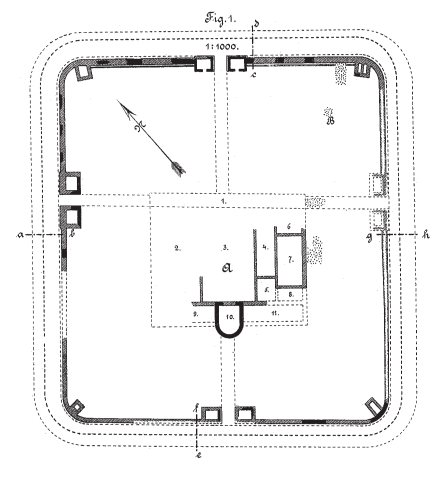
Plan des Kastells Wörth am Main, nach Wilhelm Konrady 1887

Das Kastell Wörth wurde 1882 durch Wilhelm Conrady auf einer landwirtschaftlich genutzten Fläche lokalisiert, wobei er als Streckenkommissar der Reichs-Limeskommission bereits Ende Oktober 1882 mit den ersten archäologischen Grabungen begann. Durch Überschwemmungen mussten die Untersuchungen im Spätherbst 1882 zunächst abgebrochen werden. Erst Ende Februar 1883 wurden die Ausgrabungen wiederaufgenommen, die jedoch bis zu den Feldbestellungen im Frühjahr abgeschlossen werden mussten. Eine weitere Kampagne folgte im Januar 1884. Unter seiner Leitung erfolgten weitere Untersuchungen in den Jahren 1887 und 1890.
Es handelt sich um ein steinernes Numeruskastell von 93 Metern Länge und 84 Metern Breite. Die Porta Praetoria (Haupttor) der insgesamt viertorigen Anlage ist nach Nordosten, zum Main hin ausgerichtet. Das Kastell war mit vier Ecktürmen bewehrt und von einem (nach Ansicht Conradys einfachen) doppelten Spitzgraben umgeben. Im Kastellinneren konnten lediglich die Principia (Stabsgebäude) nachgewiesen werden. Alle anderen Innenbauten dürften aus Fachwerk bestanden haben und waren mit den Grabungsmethoden der Untersuchungszeit nicht nachweisbar. Durch geophysikalische Untersuchungen zu Beginn des 21. Jahrhunderts konnte nachgewiesen werden, dass auf der Südseite der Kaserne ein Teil der Wehrmauer im Verbund in den vorgelagerten Graben gefallen war.
Erbauungs- und Endzeit des Kastells konnten bislang nicht sicher datiert werden. Einzelne Streu- und Lesefunde deuten auf eine mögliche Errichtung schon in domitianischer Zeit, den Schwerpunkt der insgesamt spärlichen Funde bildet aber die Zeit vom mittleren zweiten bis zum frühen dritten Jahrhundert.
Auch über die hier einst stationierte Auxiliartruppe ist nichts Gesichertes bekannt. Möglicherweise handelt es sich um einen Numerus Brittonum et Exploratorum Nemanigensium (etwa: Einheit der Brittonen und Aufklärungseinheit vom Bach Mümling). Diese Zuordnung ist jedoch insofern etwas problematisch, als dieselbe Einheit auch dem Kastell Obernburg zugewiesen wird.
Heute sind von dem Kastell nur noch sich dem geübten Auge erschließende schwache Bodenkonturen im Gelände sichtbar. Eine Bodenwelle, die der südwestlichen Kastellseite, findet sich noch im Ackergelände der Flur „Obere Au“, sonst sind keine Befundstrukturen sichtbar.
Die virtuelle Rekonstruktion des Kastells sowie Funde und Informationstafeln sind im Bürgerhaus in Wörth zu sehen. Diese Dauerausstellung ist dem Schifffahrts- und Schiffbaumuseum Wörth am Main angegliedert.
Rund 45 Meter südöstlich der Porta Principalis Dextra befand sich das Kastellbad, von dem in der eingezäunten Streuobstanlage heute nichts mehr zu sehen ist. Die Therme hat mehrere Bauperioden durchlaufen.
Der Vicus wurde 2004 bei einer geophysikalischen Prospektion nordwestlich des Kastells lokalisiert. Aufgrund der Überbauung ist die ehemalige Vicusausdehnung topographisch jedoch nicht mehr nachvollziehbar.

## Limesverlauf zwischen den Kastellen Wörth und Seckmauern

Profile des Palisadengrabens im Anfangsbereich der Strecke 10

Vom Kastell Wörth aus zieht der Limes unregelmäßig in westliche Richtung. Bis zum folgenden Kastell Seckmauern werden drei Wachtposten auf Grund der topographischen Gegebenheiten und der durchschnittlichen Entfernung zwischen jeweils zwei Wachttürmen vermutet. Sie sind aber nicht archäologisch gesichert. Ein weiterer Turm (Wp 10/4 „Bei der feuchten Mauer“) soll sich bereits im unmittelbaren Bereich des Kastells Seckmauern befunden haben. Er ist aber ebenfalls nicht nachgewiesen. Auch der Verlauf des Limes selbst ist nicht durchgängig geklärt, der Palisadengraben ließ sich bestenfalls als flache, 80 cm bis 85 cm tiefe und rund 110 cm breite Mulde nachweisen.
| ORL      | Name/Ort                 | Beschreibung/Zustand                            |
| -------- | ------------------------ | ----------------------------------------------- |
| ORL 36   | Kastell Wörth            | siehe oben                                      |
| Wp 10/1/ | „Moorrain“               | Nur vermutet, nicht archäologisch nachgewiesen. |
| Wp 10/2  | „Auf dem Schneeberg“     | Nur vermutet, nicht archäologisch nachgewiesen. |
| Wp 10/3  | „Im Pförtchen“           | Nur vermutet, nicht archäologisch nachgewiesen. |
| ORL 46b  | Kastell Seckmauern       | → Hauptartikel : Kastell Seckmauern [ A 4 ]     |
| Wp 10/4  | „Bei der feuchten Mauer“ | Nur vermutet, nicht archäologisch nachgewiesen. |

## Denkmalschutz
Das Kastell Wörth und die anschließenden Limesbauwerke sind Bodendenkmale nach dem Bayerischen Denkmalschutzgesetz (BayDSchG). Nachforschungen und gezieltes Sammeln von Funden sind genehmigungspflichtig, Zufallsfunde an die Denkmalbehörden zu melden.